# Generoso Dattilo
Generoso Dattilo (Roma, 3 maggio 1902 – Roma, 12 agosto 1976) è stato un arbitro di calcio e dirigente arbitro italiano.

## Carriera
Iniziò la carriera nel 1925. Diresse complessivamente 251 gare di campionato di Serie A. Per sedici anni fu anche arbitro internazionale e vinse nel 1939-1940 il premio Giovanni Mauro e lo stesso anno ricevette la medaglia d'oro della FIFA per il miglior arbitro (ancora oggi l'unico direttore di gara italiano ad aver ricevuto questo riconoscimento).
In particolare, si ricorda che Dattilo ha preso parte a due edizioni dei Mondiali di calcio: nel 1934, in Italia, svolse le funzioni di guardalinee; nel 1950, selezionato per il torneo in Brasile assieme al bolognese Giovanni Galeati, arbitrò la gara USA-Inghilterra, passata alla storia come il "Miracolo di Belo Horizonte". Inoltre, diresse gara di ritorno della finale della Coppa dell'Europa Centrale 1939 tra Újpest FC e Ferencváros.
Ha diretto anche due finali di Coppa Italia: nel 1939 Ambrosiana-Inter-Novara e nel 1942 Juventus-Milano. Nel 1940 fu insignito con il prestigioso premio assegnato dalla Fondazione Giovanni Mauro. 
Era noto per la sua avversione ai calci di rigore, che concedeva con difficoltà e solo di fronte a infrazioni palesi.
Nel 1951 venne dismesso dai ruoli, per via del generale ringiovanimento degli organici voluto dalla Federazione. È stato responsabile della CAN dal 1952 al 1957 e presidente dell'AIA dal 1959 al 1961. Ricopriva nel 1970 la carica di vicepresidente dell'A.I.A.-S.A.
È stato nominato Commendatore della Repubblica, e a lui è intitolata la Sezione AIA di Roma 1.